# 密德蘭鎮區 (密歇根州)
密德蘭鎮區（英語：Midland Township）是位於美國密歇根州密德蘭縣的一個特設鎮區。

## 地方資料
密德蘭鎮區的面積為21.40平方千米，當中陸地面積為19.88平方千米，而水域面積為1.60平方千米。根據2020年美國人口普查的數據，當地共有人口2223人，而人口密度為每平方千米103.88人。